# Bachos
Bachos (em occitano:  Baishòs) é uma comuna francesa na região administrativa da Occitânia, no departamento do Alto Garona. Estende-se por uma área de 2.67 km², com 36 habitantes, segundo o censo de 2018, com uma densidade de 13 hab/km².